# Iolana coelestis
Iolana coelestis är en fjärilsart som beskrevs av Alph. Iolana coelestis ingår i släktet Iolana och familjen juvelvingar. Inga underarter finns listade i Catalogue of Life.